# Augusto Vittorio Vecchi
Augusto Vittorio Vecchi, o Vecchj, conosciuto con lo pseudonimo di Jack la Bolina (Marsiglia, 22 dicembre 1842 – Forte dei Marmi, 6 settembre 1932) è stato uno storico, scrittore e marinaio italiano.
È considerato uno dei maggiori scrittori italiani di mare dell'Ottocento e primo Novecento.

## Biografia
Nacque a Marsiglia da Candido Augusto e da Vittoria della Ripa, ebrea fiorentina. Nel 1856 entrò nella Reale scuola di Marina a Genova iniziando una carriera militare che si concluse nel 1872 con il grado di luogotenente di vascello. Nel 1866 partecipò alla battaglia di Lissa sulla fregata Principe Umberto.
Nel 1874 cominciò a scrivere utilizzando lo pseudonimo di Jack la Bolina, tratto da L'ultimo dei Mohicani di James Fenimore Cooper.  Cominciò pure ad insegnare storia in un istituto tecnico a Pavia e successivamente dal 1882 all'Accademia navale di Livorno. Nello stesso anno pubblica La vita e le gesta di Giuseppe Garibaldi.
Augusto Vittorio Vecchi collaborò e scrisse per importanti riviste del suo tempo come Nuova Antologia, Il Fanfulla, Il Caffaro e Rivista Marittima. In particolare su quest'ultima pubblicazione si estrinsecò la sua grande passione per il mare tanto da meritarsi una medaglia d'oro conferitagli dal Ministero della Marina. Infatti nel 1879 fu tra i fondatori e il primo presidente del Reale Yacht Club Italiano, primo circolo velico del Mar Mediterraneo, con Sede a Genova. Nel 1894 fondò la Lega navale italiana.
Collaborò con Il giornale dei bambini di Ferdinando Martini dedicandosi alla letteratura per i ragazzi ai quali trasmettere l'amore per il mare. In questo suo filone sono da includere Al lago degli elefanti, I giovani eroi del mare e Il romanzo di un negriero.
Augusto Vittorio Vecchi morì il 6 settembre 1932 a Forte dei Marmi nella villa donatagli per riconoscenza dalla Lega navale Italiana.
A San Benedetto del Tronto viene disputato il Trofeo challenger "JACK LA BOLINA".

## Opere
- Bozzetti di mare (1874)
- Storia generale della Marina Militare (1875)
- La vita e le gesta di Giuseppe Garibaldi (1882)
- Leggende di mare, Zanichelli ed., Bologna, 1883
- Memorie di un luogotenente di vascello (1897)
- Storia generale della marina militare, Voghera, Roma, 1897
- La marina contemporanea, Bocca, Milano, 1899
- Al lago degli elefanti (1901)
- Livorno - con 12 illustrazioni nel testo, 9 fuori testo e Pianta del Porto Nuovo, F. LUMACHI editore in Firenze, 1913
- Vita di bordo (1914)
- La guerra sul mare (1915)
- Cronachette del Risorgimento italiano, Felice Le Monnier, Firenze, 1920
- Storia del mare (1923)
- Tre garibaldini. Ippolito Nievo - Rosalino Pilo - Agostino Bertani, Istituto Italiano del Libro per il Popolo, Milano, 1924
- Al servizio del mare italiano (1928)
- Cacce su terra e su mare (1933)
- Sotto il mare della Patria (1903) Casa Editrice Calzone Villa, Roma